# شهرک شهید صدوقی
شهرک شهید صدوقی، روستایی در دهستان سرخ قلعه بخش سرخ قلعه شهرستان قلعه‌گنج در استان کرمان ایران است.

## جمعیت
بر پایه سرشماری عمومی نفوس و مسکن در سال ۱۳۹۵، جمعیت این روستا برابر با ۴۱۰ نفر (۱۱۷ خانوار) بوده‌است.